# Matt Dillon
Matthew Raymond "Matt" Dillon, född 18 februari 1964 i New Rochelle, New York, är en amerikansk skådespelare och regissör. Han är bror till skådespelaren Kevin Dillon. På Oscarsgalan 2006 nominerades Dillon för bästa manliga biroll för thrillern Crash.

## Filmografi i urval
- 1980 – Little Darlings
- 1982 – Tex
- 1983 – Outsiders
- 1983 – Rumble Fish
- 1984 – The Flamingo Kid
- 1985 – Target
- 1987 – Med livet som insats
- 1989 – Drugstore cowboy
- 1989 – Spårhundar på Broadway
- 1992 – Malcolm X
- 1992 – Singles
- 1995 – Till varje pris
- 1996 – Albino Alligator
- 1996 – Beautiful Girls
- 1998 – Wild Things
- 1998 – Den där Mary
- 2001 – En sen kväll på McCool's
- 2002 – City of Ghosts
- 2004 – Bad Things
- 2005 – Crash
- 2005 – Factotum
- 2005 – Herbie: Fulltankad
- 2006 – Du, jag och Dupree
- 2008 – Nothing But the Truth
- 2009 – Old Dogs
- 2009 – Armored
- 2010 – Takers
- 2010 – Rio Sex Comedy
- 2018 – The House that Jack Built
- 2023 – Asteroid City